# Fernando Ribeiro do Val
Fernando Ribeiro do Val (São Carlos, 27 de junho de 1927 — São Simão, 18 de outubro de 2001) foi um economista brasileiro.
Foi ministro interino da Fazenda, de 24 de abril de 1967 a 6 de abril de 1969.
Filho de Enéas Ribeiro do Val e Maria Amália Freire Lima, sendo o segundo filho do casal. Casou-se com Therezinha de Jesus Leitão, com quem teve três filhos. ( Fernando Tadeu, Tereza Christina e Cesar) 12 netos. ( Fernando Tadeu - Renata) ( Tereza Christina - Christhian, Fernanda, Erik, Herbert, Patrik, Matheus, Luiza) (Cesar- Felipe, Thómas, Bernardo, Helena).
Morreu em 18 de outubro de 2001, juntamente com sua esposa, numa fazenda em São Simão, onde o casal morava, assassinado por um adolescente, filho do caseiro da propriedade.